# Édouard Joseph Alexander Agneessens
Édouard Joseph Alexandre Agneessens (Bruxelles, 24 agosto 1842 – Uccle, 1885) è stato un pittore belga e in particolare un ottimo ritrattista.

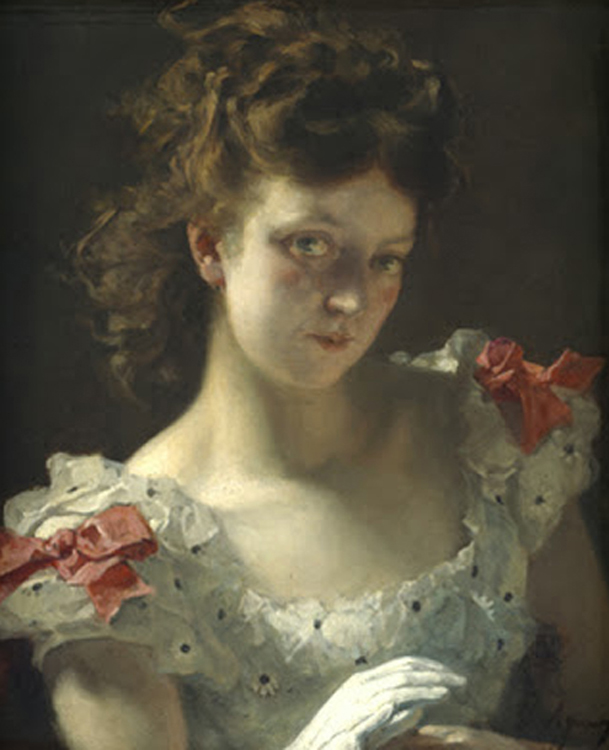
La donna del guanto, olio su tela

Allievo di Jean-François Portaels, fece parte nel 1860 del gruppo "L'Art libre", che si proponeva di rinnovare la pittura belga sull'esempio del realismo di Gustave Courbet. Tra il 1869 e il 1870 fu in Russia.
Massone, membro del Grande Oriente del Belgio.